# كما يقول المثل
كما يقول المثل (بالإسبانية: Como dice el dicho)‏ هي سلسلة دراما مختصرة عن المختارات أنتجتها جينوفينا مارتينيز لتليفيسا. تم عرض المسلسل لأول مرة في 1 فبراير 2011 في قناة النجوم.

## وصلات خارجية
- كما يقول المثل على موقع IMDb (الإنجليزية)
- كما يقول المثل على موقع كينوبويسك (الروسية)
- كما يقول المثل على موقع قاعدة بيانات الفيلم (الإنجليزية)

- الموقع الرسمي